# Nuppeppō

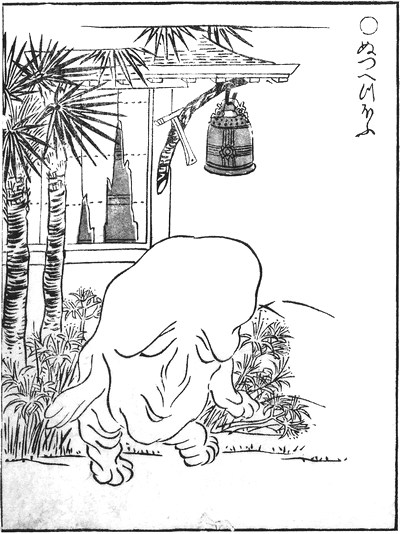
Nuppeppō, wie er in Sekiens Gazu Hyakki Yagyō erscheint.

Der Nuppeppō (ぬっぺふほふ; „Verschmierte Maskerade“), auch Nuppefuhofu gelesen, ist ein fiktives Wesen der japanischen Folklore. Er gehört zur Gruppe der Yōkai (妖怪; „Dämonen“) und gilt als „bizarr“, aber harmlos. Er ist auch als Nikubito (肉人; „Fleischmann“) bekannt.

## Beschreibung
Der Nuppeppō wird als eine Art glatter Fleischklumpen mit Stummelbeinen und kurzen Ärmchen ohne Finger beschrieben. Er soll keine Ohren haben und die Augen, die Nase und der Mund sind nur rudimentär vorhanden. Er soll die Größe eines etwa achtjährigen Kindes haben und wahnsinnig schnell rennen können. Außerdem gehe ein sprichwörtlich atemberaubender Gestank nach ranzigem Fleisch von ihm aus. Der Nuppeppō soll der Folklore nach in verlassenen Tempeln und auf Friedhöfen, manchmal aber auch in verlassenen Gassen umgehen. An und für sich soll er harmlos sein, doch er scheint gerne gelegentlich ahnungslose Passanten zu erschrecken, um sich dann von ihnen jagen zu lassen.

## Hintergründe
Der Ursprung des japanischen Slang-Wortes Nuppehō (ぬっぺふ) ist unklar, scheint aber der Bezeichnung Nupperī (ぬっぺり) entlehnt zu sein. Dieses Wort bedeutet „Schmierfink“ und meinte ursprünglich Frauen (seltener Männer), die sich viel zu viel billiges Makeup auftrugen, das dann besonders an warmen Abenden zu schmelzen und verschmieren begann.
Erste Abbildungen und Beschreibungen des Nuppeppō erscheinen im Bakemono-no-ē (化物之繪; „Bilderrolle der seltsamen Kreaturen“), eine Bilderrolle, die um 1700 angefertigt wurde und deren Künstler unbekannt ist. Danach erscheint der Yōkai im Gazu Hyakki Zukan (百怪図巻; „Bilderrolle der hundert Monster“) von Sawaki Sūshi aus dem Jahr 1737. In beiden vorgenannten Werken ist das Wesen zwar namentlich beschriftet, doch es werden keine weiteren Details genannt. Auch im berühmten Gazu Hyakki Yagyō (画図百鬼夜行; „Bilderbuch der Nachtparade der 100 Dämonen“) von Toriyama Sekien aus dem Jahr 1776 erscheint der Nuppeppō nur unter seinem Namen. In der Fabel Shingo Sade Hōdai Mōgyū (新吾左出放題盲牛; „Shingo hat eine blinde Kuh hinterlassen, die man essen kann“) aus dem Werk Sharebon (洒落本; „Buch der Wortspiele“) von Santō Kyōden aus dem Jahr 1781 wird der Nuppeppō als „Ryukyu-Knolle mit kurzen Ärmchen und Beinchen“ beschrieben und dass er „das Fett von Verstorbenen mit einem nadelfeinen Röhrchen“ aussauge. Die mangelnden Beschreibungsdetails zum Nuppeppō könnten daher rühren, dass das Wesen schon viel länger bekannt und den Leuten der Edo-Zeit so vertraut war, dass Künstler und Autoren einfach nicht den nötigen Bedarf sahen, ihre Kunstwerke ausschweifend zu beschriften.